# Mount Meru

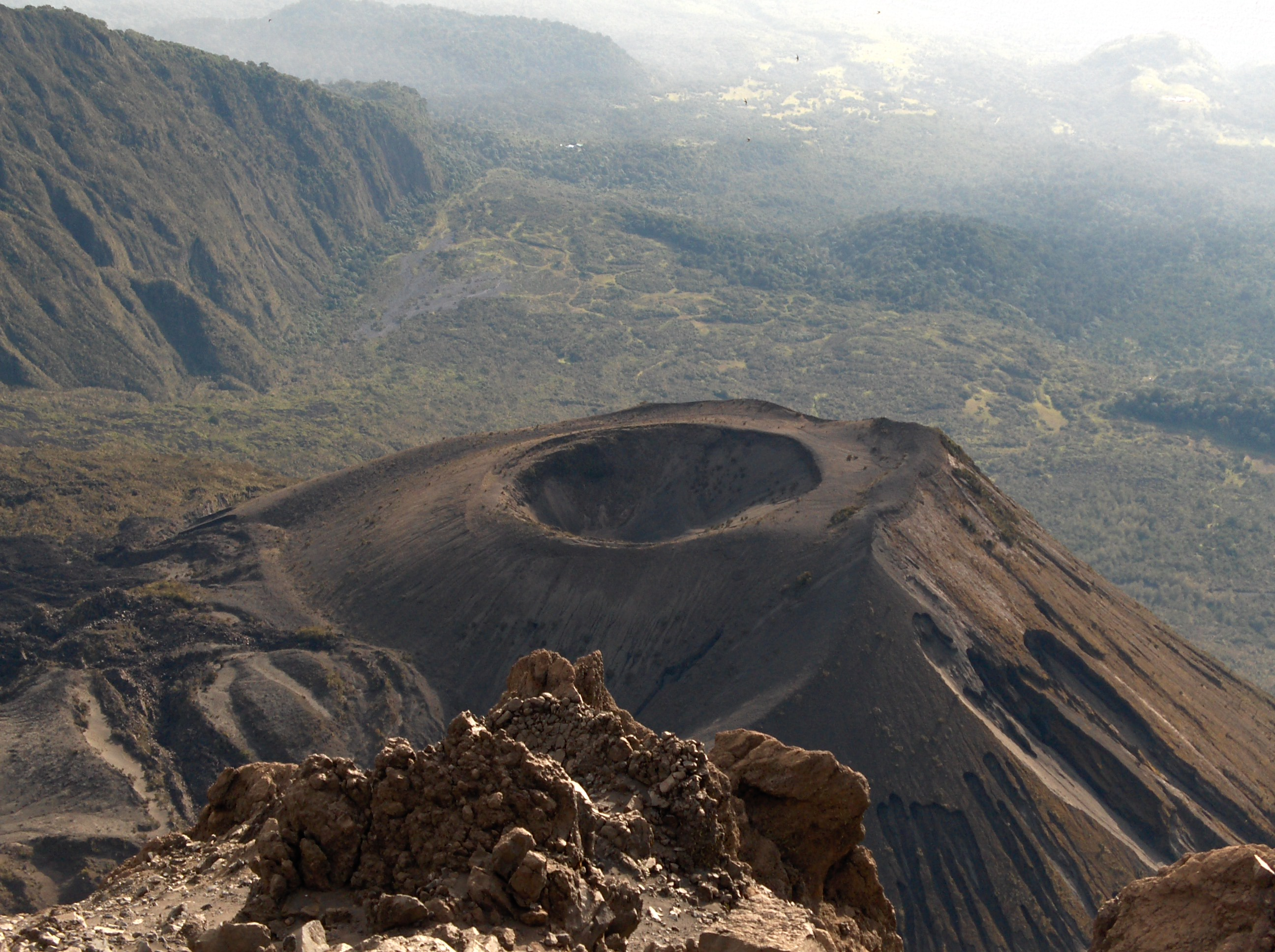
pohled na vrcholový kráter Mount Meru

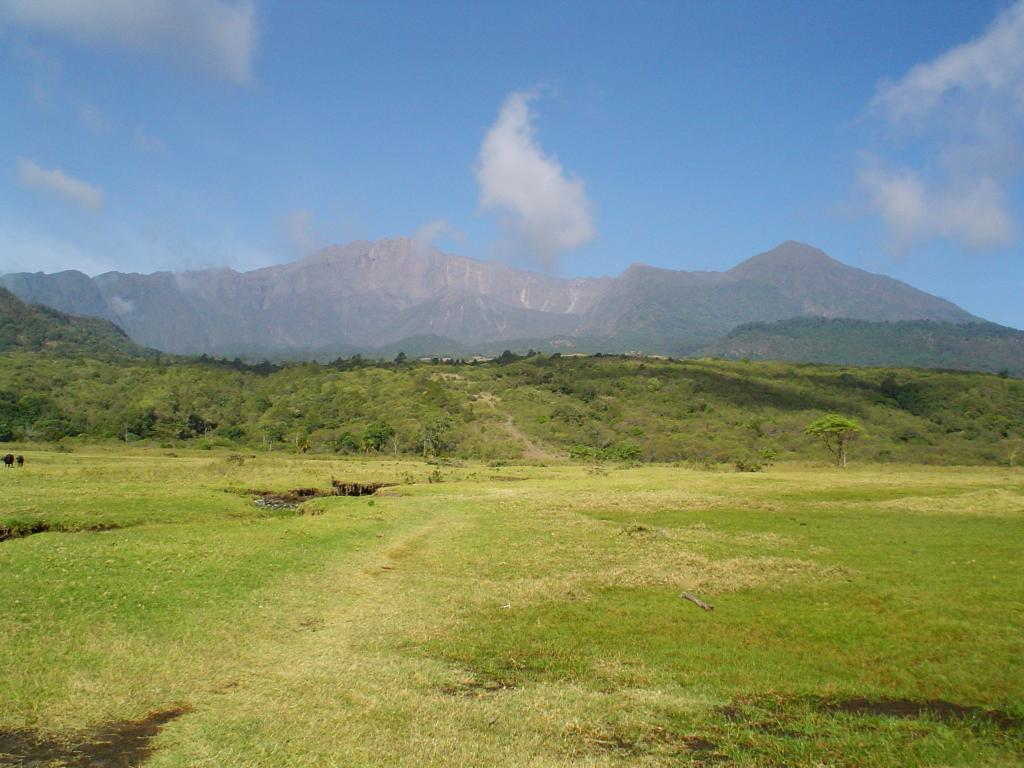
Mount Meru od brány Momela gate

Mount Meru je aktivní sopka v Tanzanii. Zároveň je druhým nejvyšším vrcholem země nacházejícím se 70 km západě od nejvyššího vrcholu Afriky - Kilimandžára. Je součástí národního parku Arusha. Hora má tvar jako klasický vulkanický kužel se svahy kráteru ve formě obrovské podkovy. Na vrcholu byla v roce 2006 vztyčena dva metry vysoká, kovová vlajka Tanzanie a také milník vytvořený z betonu s nápisem „Socialistický vrchol 4562.13M“.

## Geografie
Masiv s kruhovou základnou vytváří téměř přesný kužel. V nadmořské výšce kolem 2000 m má průměr 20 km. Z této výšky se zároveň začínají zvedat stěny sopky. Ve výšce asi 2500 m začíná zborcení jedné strany hory a vrchol poloviny Mount Meru vytváří jakýsi obrovský půlměsíc či podkovu s otevřenou stranou k východu a nejvyšším vrcholem na západě. Pod vrcholem spadají vnitřní stěny přes 1500 metrů, což z nich dělá nejdelší srázy svého druhu v Africe.

## Vulkán
Výška Mount Meru je 4556 m a svou bitvu o nejvyšší vrchol Tanzanie částečně prohrála kvůli obrovské sopečné explozi před 8000 lety podobné té na hoře Mount St. Helens v roce 1980. Mount Meru měla poslední zaznamenanou erupci v roce 1910. Několik malých kráterů viditelných v nejbližším okolí hory pravděpodobně dokládá četnou sopečnou aktivitu v minulosti. Kruhová stěna kráteru byla zničená některou z mnoha explozí a následná aktivita vytvořila v kráteru kuželovitý útvar z popela a lávy.

## Historie
Mount Meru byla poprvé změřena Evropanem, německým objevitelem Karl von der Deckenem v roce 1862. Bujným a hustým lesem pronikl roku 1887 Samuel Teleki z Maďarska se svým týmem a dosáhl alpinského pásma odkud již bylo vidět Kilimandžáro. To měli v plánu v druhé fázi expedice. Poprvé však až na vrchol vystoupili Carl Uhlig (1901) a Fritz Jäger (1904).

## Turismus
Mount Meru je ve stínu mohutného Kilimandžára, ale i tak je často navštěvována turisty z celého světa. Vrchol je velmi dobře turisticky dostupný. Výstup na vrchol v sobě zahrnuje cestu travnatými pláněmi a bujným lesem v nižších pásmech až po snadné lezení na hraně kaldery.
Výstup
Jediná dnes používaná výstupová cesta na vrchol je tzv. Momella. Výstup je dost strmý a namáhavý. Ne však technicky obtížný. V klidném tempu se dá hora vylézt za 4 dny.

## Příroda
Národní park Arusha do kterého Mount Meru patří, je jeden z nejmenších v Tanzanii. Oblast vrcholu Mount Meru je kombinací bohatého neproniknutelného lesa a holých skal. Dalšími přírodními fenomény parku jsou kráter Ngurdoto a jezero Momela. Úrodné svahy Mount Meru se zdvihají nad obklopující step a zajišťují tak lesům bujnost a bohatost. V nich nachází svá útočiště různorodá divoká zvěř, včetně téměř 400 druhů ptáků, ale také opice (paviáni, kočkodani) a levharti. Další zvířata vyskytující se v okolí vulkánu, či přímo na jeho svazích jsou např. zebry, buvoli, hyeny, mangusty, dik-dik malý, bahnivci, či sloni.

## Externí odkazy

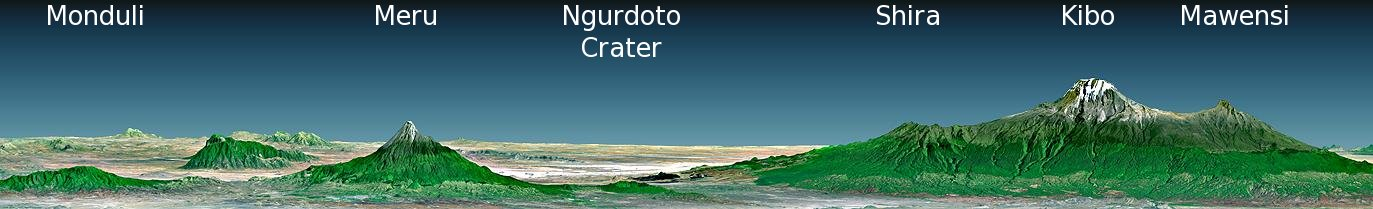
Tanzanské vrcholy kolem Kilimandžára